# Natriumhydrid
Natriumhydrid er en kemisk forbindelse med sumformlen NaH. Det anvendes primært som en meget stærk base i organisk syntese. Natriumhydrid er et saltlignende hydrid bestående af kationen Na+ og anionen H−. Det er uopløseligt i organiske opløsningsmidler (det kan dog opløses i smeltet natrium), hvilket er i overensstemmelse med, at hydridanionen H- aldrig er blevet påvist i opløsning. På grund af natriumhydrids uopløselighed foregår alle kemiske reaktioner med natriumhydrid på overfladen af det faste stof.

## Egenskaber og struktur
Natriumhydrid fremstilles ved direkte reaktion mellem brint og flydende natrium. Rent natriumhydrid er farveløst, men antager efterhånden et gråt skær. Natriumhydrid er ca. 40 % tættere end natrium (hvis massefylde er 0,968 g/cm3).
Natriumhydrid antager en NaCl-krystalstruktur ligesom hydriderne af de øvrige alkalimetaller (LiH, KH, RbH og CsH). I denne krystalstruktur er hver Na+-ion omgivet af seks H−-ioner i et oktaedrisk mønster. Ionradierne af H− (146 pikometer i NaH) og F− (133 pm) er forholdsvis ens bedømt ud fra Na-H- og N-F-afstandene.

## Sikkerhed
Natriumhydrid kan selvantænde i atmosfærisk luft. Hvis forbindelsen kommer i kontakt med vand, frigives der brint, som er brændbar. Ved hydrolyse omdannes natriumhydrid til natriumhydroxid (NaOH), som er en stærk vandopløselig base. I praksis opslæmmes natriumhydrid typisk i olie, så det er sikrere at håndtere i luft.